# Coupe du monde de saut à ski 2011-2012
Navigation
Édition précédente Édition suivante
La coupe du monde de saut à ski 2011-2012 est la 33e édition de la coupe du monde de saut à ski pour les messieurs et la 1re saison inaugurale pour les dames, compétition de saut à ski organisée annuellement.
Elle se déroule du 26 novembre 2011 au 18 mars 2012 entrecoupée par les Championnats du monde de vol à ski de Vikersund entre le 24 et le 26 février 2012.

## Programme
Hommes
Femmes

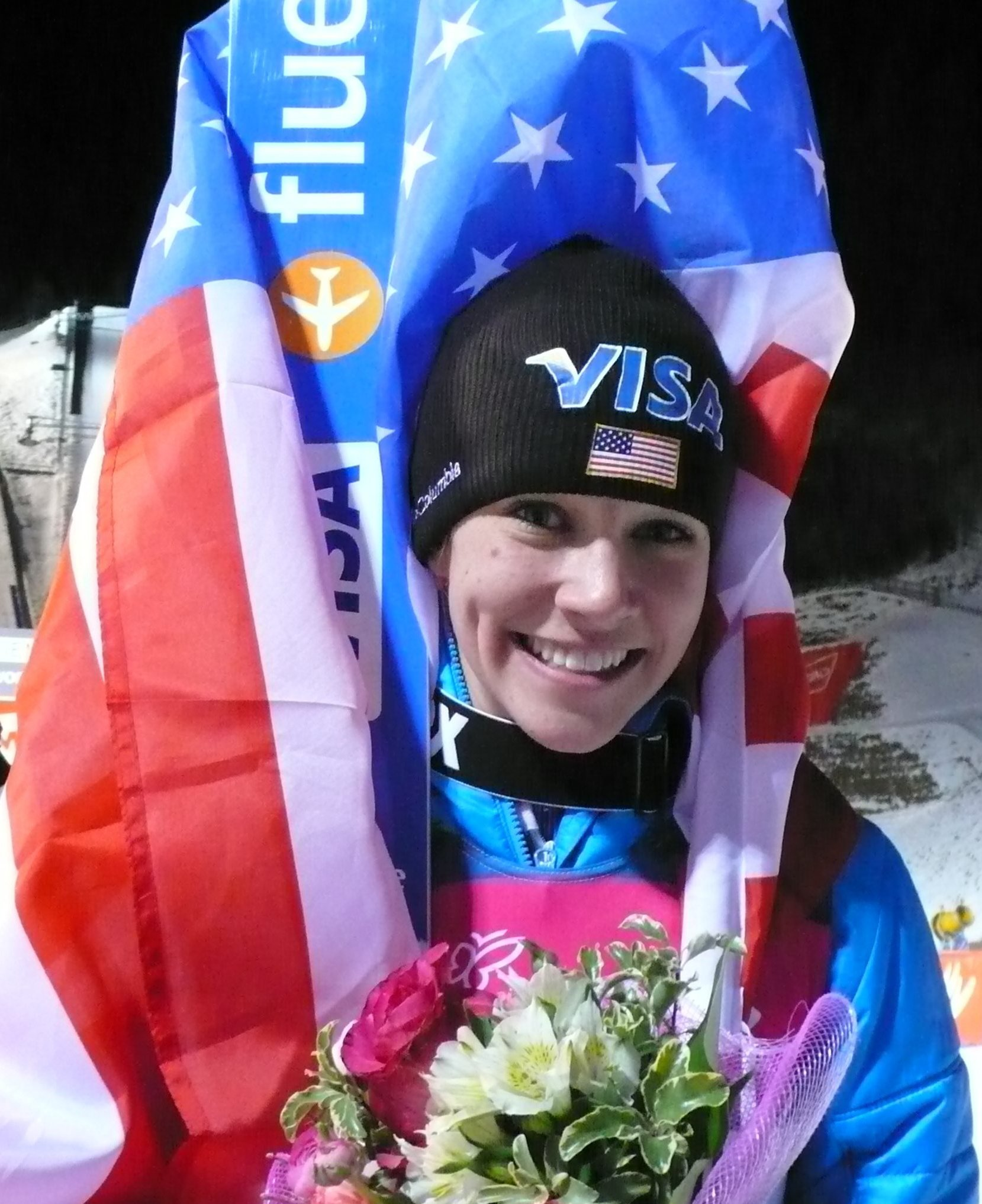
Sarah Hendrickson, gagnante de la Coupe du monde 2012

Elle se déroule sur treize épreuves, du 3 décembre 2011 au 10 mars 2012.
La compétition débute à Lillehammer en Norvège le 3 décembre ; pour cette épreuve inaugurale, afin de promouvoir le saut à ski féminin, la FIS a choisi de coupler ce concours avec la troisième épreuve de coupe du monde 2011/2012 masculine, exceptionnellement également sur le K-90 au lieu de l'habituel K-120 ; les manches des dames et des hommes sont intercalées, pour une retransmission télévisée continue de 2h30.
La suite de la compétition était prévue en Allemagne à Schonach, mais cette étape a été reportée à Hinterzarten où était également planifiée une étape, en Italie à Val di Fiemme, en Autriche à Hinzenbach, en Slovénie à Ljubno, au Japon à Zao, puis de nouveau en Norvège à Oslo sur le tremplin de Midtstubakken.
Il a été envisagé d'organiser une paire d'épreuves les 21 et 22 janvier 2012 en Russie à Moscou sur un tremplin de 75 mètres, mais la fédération russe de ski a renoncé à trouver une solution provisoire à la non-conformité du profil de ce tremplin, et décide de la réfection complète du tremplin dès cette année 2012.
Il était prévu également deux épreuves à Szczyrk en Pologne, mais la FIS annonce le 12 janvier 2012 qu'elles sont annulées, et qu'en contrepartie, deux épreuves de Coupe continentale auront lieu à Zakopane les 20 et 21 janvier, le même weekend que des épreuves de Coupe du monde masculines, avec maintien des gratifications au niveau prévu pour des Coupes du monde. Le 2 février 2012, la FIS annonce avoir ajouté une épreuve sur le site de Zao, l'après-midi du 3 mars ; deux compétitions de coupe du monde ont alors lieu lors de cette journée.

## Classement général

### Points attribué à chaque compétition
| Place  | 1er | 2e | 3e | 4e | 5e | 6e | 7e | 8e | 9e | 10e | 11e | 12e | 13e | 14e | 15e | 16e | 17e | 18e | 19e | 20e | 21e | 22e | 23e | 24e | 25e | 26e | 27e | 28e | 29e | 30e |
| ------ | --- | -- | -- | -- | -- | -- | -- | -- | -- | --- | --- | --- | --- | --- | --- | --- | --- | --- | --- | --- | --- | --- | --- | --- | --- | --- | --- | --- | --- | --- |
| Points | 100 | 80 | 60 | 50 | 45 | 40 | 36 | 32 | 29 | 26  | 24  | 22  | 20  | 18  | 16  | 15  | 14  | 13  | 12  | 11  | 10  | 9   | 8   | 7   | 6   | 5   | 4   | 3   | 2   | 1   |

### Classements

#### Hommes
| Rang | Nom                   | Points |
| ---- | --------------------- | ------ |
| 1    | Anders Bardal         | 1325   |
| 2    | Gregor Schlierenzauer | 1267   |
| 3    | Andreas Kofler        | 1203   |
| 4    | Daiki Ito             | 1131   |
| 5    | Kamil Stoch           | 1078   |
| 6    | Richard Freitag       | 1031   |
| 7    | Thomas Morgenstern    | 1014   |
| 8    | Severin Freund        | 857    |
| 9    | Robert Kranjec        | 829    |
| 10   | Roman Koudelka        | 796    |

| Rang | Pays      | Points |
| ---- | --------- | ------ |
| 1    | Autriche  | 6851   |
| 2    | Norvège   | 3886   |
| 3    | Allemagne | 3621   |
| 4    | Slovénie  | 2801   |
| 5    | Japon     | 2405   |
| 6    | Pologne   | 2185   |
| 7    | Tchéquie  | 1926   |
| 8    | Russie    | 819    |
| 9    | Finlande  | 579    |
| 10   | Suisse    | 472    |

#### Femmes
Classement final complet après les treize épreuves :
| Rang | Nom                        | Points |
| ---- | -------------------------- | ------ |
| 1    | Sarah Hendrickson          | 1169   |
| 2    | Daniela Iraschko           | 779    |
| 3    | Sara Takanashi             | 639    |
| 4    | Ulrike Graessler           | 546    |
| 5    | Lindsey Van                | 482    |
| 6    | Anette Sagen               | 454    |
| 7    | Katja Požun                | 422    |
| 8    | Melanie Faisst             | 409    |
| 9    | Jessica Jerome             | 395    |
| 10   | Coline Mattel              | 328    |
| 11   | Jacqueline Seifriedsberger | 327    |
| 12   | Maja Vtič                  | 272    |
| 13   | Evelyn Insam               | 267    |
| 14   | Line Jahr                  | 255    |
| 15   | Svenja Wuerth              | 191    |
| 16   | Anna Häfele                | 181    |
| 17   | Špela Rogelj               | 165    |
| 18   | Ayumi Watase               | 145    |

| Rang | Nom                | Points |
| ---- | ------------------ | ------ |
| 19   | Julia Clair        | 132    |
| 20   | Yūki Itō           | 130    |
| 20   | Sabrina Windmüller | 130    |
| 22   | Lisa Demetz        | 120    |
| 23   | Kaori Iwabuchi     | 119    |
| 24   | Yoshiko Kasai      | 116    |
| 25   | Abby Hughes        | 109    |
| 26   | Maren Lundby       | 103    |
| 27   | Carina Vogt        | 96     |
| 28   | Katharina Althaus  | 95     |
| 29   | Julia Kykkänen     | 80     |
| 30   | Urša Bogataj       | 75     |
| 31   | Alissa Johnson     | 71     |
| 31   | Elena Runggaldier  | 73     |
| 33   | Irina Taktaeva     | 64     |
| 34   | Atsuko Tanaka      | 57     |
| 35   | Wendy Vuik         | 54     |
| 36   | Juliane Seyfarth   | 51     |

| Rang | Nom                   | Points |
| ---- | --------------------- | ------ |
| 37   | Yurina Yamada         | 45     |
| 38   | Léa Lemare            | 35     |
| 39   | Katharina Keil        | 32     |
| 40   | Ramona Straub         | 26     |
| 41   | Lucie Mikova          | 24     |
| 42   | Sonja Schoitsch       | 23     |
| 43   | Synne Steen Hansen    | 15     |
| 44   | Michaela Dolezelova   | 12     |
| 44   | Cornelia Roider       | 12     |
| 46   | Taylor Henrich        | 8      |
| 47   | Roberta D'Agostina    | 6      |
| 48   | Veronika Zobel        | 5      |
| 49   | Anastasiya Gladysheva | 3      |
| 50   | Natalie Dejmkova      | 2      |
| 50   | Vladěna Pustková      | 2      |
| 52   | Gyda Enger            | 1      |
| 52   | Jenna Mohr            | 1      |

## Calendrier

### Hommes
| Date                                                                  | Lieu                                            | Épreuve                                         | Vainqueur                                                                                | Deuxième                                                                              | Troisième                                                                           |
| --------------------------------------------------------------------- | ----------------------------------------------- | ----------------------------------------------- | ---------------------------------------------------------------------------------------- | ------------------------------------------------------------------------------------- | ----------------------------------------------------------------------------------- |
| 27 novembre 2011                                                      | Kuusamo                                         | Team HS142                                      | Autriche - Wolfgang Loitzl - Andreas Kofler - Gregor Schlierenzauer - Thomas Morgenstern | Japon - Junshiro Kobayashi - Shohei Tochimoto - Taku Takeuchi - Daiki Ito             | Russie - Dimitry Vassiliev - Anton Kalinitschenko - Roman Trofimov - Denis Kornilov |
| 27 novembre 2011                                                      | Kuusamo                                         | HS142                                           | Andreas Kofler                                                                           | Gregor Schlierenzauer                                                                 | Thomas Morgenstern                                                                  |
| 3 décembre 2011                                                       | Lillehammer                                     | HS100                                           | Andreas Kofler                                                                           | Richard Freitag                                                                       | Kamil Stoch                                                                         |
| 4 décembre 2011                                                       | Lillehammer                                     | HS138                                           | Andreas Kofler                                                                           | Severin Freund                                                                        | Anders Bardal                                                                       |
| 9 décembre 2011                                                       | Harrachov                                       | HS142                                           | Gregor Schlierenzauer                                                                    | Daiki Ito                                                                             | Anders Bardal                                                                       |
| 10 décembre 2011                                                      | Harrachov                                       | Team HS142                                      | Norvège - Tom Hilde - Bjørn Einar Romøren - Vegard Haukø Sklett - Anders Bardal          | Autriche - Thomas Morgenstern - David Zauner - Andreas Kofler - Gregor Schlierenzauer | Slovénie - Jernej Damjan - Jure Sinkovec - Peter Prevc - Robert Kranjec             |
| 11 décembre 2011                                                      | Harrachov                                       | HS142                                           | Richard Freitag                                                                          | Thomas Morgenstern                                                                    | Severin Freund                                                                      |
| 17 décembre 2011                                                      | Engelberg                                       | HS137                                           | Anders Bardal                                                                            | Martin Koch                                                                           | Thomas Morgenstern                                                                  |
| 18 décembre 2011                                                      | Engelberg                                       | HS137                                           | Andreas Kofler                                                                           | Kamil Stoch                                                                           | Anders Bardal                                                                       |
| 60e Tournée des quatre tremplins (30 décembre 2011 au 6 janvier 2012) |                                                 |                                                 |                                                                                          |                                                                                       |                                                                                     |
| 30 décembre 2011                                                      | Oberstdorf                                      | HS137                                           | Gregor Schlierenzauer                                                                    | Andreas Kofler                                                                        | Thomas Morgenstern                                                                  |
| 1er janvier 2012                                                      | Garmisch                                        | HS140                                           | Gregor Schlierenzauer                                                                    | Andreas Kofler                                                                        | Daiki Itō                                                                           |
| 4 janvier 2012                                                        | Innsbruck                                       | HS130                                           | Andreas Kofler                                                                           | Gregor Schlierenzauer                                                                 | Taku Takeuchi                                                                       |
| 6 janvier 2012                                                        | Bischofshofen                                   | HS140                                           | Thomas Morgenstern                                                                       | Anders Bardal                                                                         | Gregor Schlierenzauer                                                               |
| Classement final - Tournée des quatre tremplins                       | Classement final - Tournée des quatre tremplins | Classement final - Tournée des quatre tremplins | Gregor Schlierenzauer                                                                    | Thomas Morgenstern                                                                    | Andreas Kofler                                                                      |
| Fin de la Tournée des quatre tremplins                                |                                                 |                                                 |                                                                                          |                                                                                       |                                                                                     |
| 15 janvier 2012                                                       | Bad Mitterndorf                                 | HS200                                           | Robert Kranjec                                                                           | Thomas Morgenstern                                                                    | Anders Bardal                                                                       |
| 15 janvier 2012                                                       | Bad Mitterndorf                                 | HS200                                           | Anders Bardal                                                                            | Daiki Ito                                                                             | Kamil Stoch                                                                         |
| 20 janvier 2012                                                       | Zakopane                                        | HS134                                           | Kamil Stoch                                                                              | Richard Freitag                                                                       | Andreas Kofler                                                                      |
| 21 janvier 2012                                                       | Zakopane                                        | HS134                                           | Gregor Schlierenzauer                                                                    | Richard Freitag                                                                       | Anders Bardal                                                                       |
| 28 janvier 2012                                                       | Sapporo                                         | HS134                                           | Daiki Ito                                                                                | Anders Bardal                                                                         | Kamil Stoch                                                                         |
| 29 janvier 2012                                                       | Sapporo                                         | HS134                                           | Daiki Ito                                                                                | Kamil Stoch                                                                           | Andreas Kofler                                                                      |
| 4 février 2012                                                        | Val di Fiemme                                   | HS134                                           | Gregor Schlierenzauer                                                                    | Severin Freund                                                                        | Thomas Morgenstern                                                                  |
| 5 février 2012                                                        | Val di Fiemme                                   | HS134                                           | Kamil Stoch                                                                              | Gregor Schlierenzauer                                                                 | Anders Bardal                                                                       |
| 11 février 2012                                                       | Willingen                                       | Team HS145                                      | Norvège - Anders Fannemel - Rune Velta - Vegard Haukø Sklett - Anders Bardal             | Autriche - Martin Koch - Andreas Kofler - Thomas Morgenstern - Gregor Schlierenzauer  | Allemagne - Maximilian Mechler - Andreas Wank - Severin Freund - Richard Freitag    |
| 12 février 2012                                                       | Willingen                                       | HS145                                           | Anders Bardal                                                                            | Roman Koudelka                                                                        | Daiki Ito                                                                           |
| 15 février 2012                                                       | Klingenthal                                     | HS140                                           | Annulée pour cause de vent                                                               | Annulée pour cause de vent                                                            | Annulée pour cause de vent                                                          |
| 18 février 2012                                                       | Oberstdorf                                      | HS213                                           | Martin Koch                                                                              | Daiki Ito                                                                             | Simon Ammann                                                                        |
| 19 février 2012                                                       | Oberstdorf                                      | Team HS213                                      | Slovénie - Jurij Tepes - Jure Sinkovec - Peter Prevc - Robert Kranjec                    | Autriche - Martin Koch - Andreas Kofler - Thomas Morgenstern - Gregor Schlierenzauer  | Norvège - Anders Fannemel - Rune Velta - Tom Hilde - Anders Bardal                  |
| Championnats du monde de vol à ski (24 au 26 février 2012)            |                                                 |                                                 |                                                                                          |                                                                                       |                                                                                     |
| 24 février 2012                                                       | Vikersund                                       | HS225                                           | Robert Kranjec                                                                           | Rune Velta                                                                            | Martin Koch                                                                         |
| 25 février 2012                                                       | Vikersund                                       | HS225                                           | Robert Kranjec                                                                           | Rune Velta                                                                            | Martin Koch                                                                         |
| 26 février 2012                                                       | Vikersund                                       | Team HS225                                      | Autriche - Thomas Morgenstern - Andreas Kofler - Gregor Schlierenzauer - Martin Koch     | Allemagne - Maximilian Mechler - Andreas Wank - Severin Freund - Richard Freitag      | Slovénie - Jurij Tepes - Jure Sinkovec - Jernej Damjan - Robert Kranjec             |
| Fin des championnats du monde de vol à ski                            |                                                 |                                                 |                                                                                          |                                                                                       |                                                                                     |
| 3 mars 2012                                                           | Lahti                                           | Team HS97                                       | Autriche - Thomas Morgenstern - Gregor Schlierenzauer - Martin Koch - Andreas Kofler     | Allemagne - Andreas Wank - Maximilian Mechler - Severin Freund - Richard Freitag      | Pologne - Maciej Kot - Klemens Muranka - Aleksander Zniszczol - Kamil Stoch         |
| 4 mars 2012                                                           | Lahti                                           | HS97                                            | Daiki Ito                                                                                | Anders Bardal                                                                         | Lukas Hlava                                                                         |
| 8 mars 2012                                                           | Trondheim                                       | HS131                                           | Daiki Ito                                                                                | Richard Freitag                                                                       | Simon Ammann                                                                        |
| 11 mars 2012                                                          | Oslo                                            | HS134                                           | Martin Koch                                                                              | Severin Freund                                                                        | Robert Kranjec                                                                      |
| 16 mars 2012                                                          | Planica                                         | HS215                                           | Robert Kranjec                                                                           | Simon Ammann                                                                          | Martin Koch                                                                         |
| 17 mars 2012                                                          | Planica                                         | Team HS215                                      | Autriche - Martin Koch - Andreas Kofler - Thomas Morgenstern - Gregor Schlierenzauer     | Norvège - Anders Fannemel - Rune Velta - Bjoern Einar Romoeren - Anders Bardal        | Allemagne - Maximilian Mechler - Andreas Wank - Severin Freund - Richard Freitag    |
| 18 mars 2012                                                          | Planica                                         | HS215                                           | Martin Koch                                                                              | Simon Ammann                                                                          | Robert Kranjec                                                                      |

### Femmes
Source calendrier : FIS.
| Date                                                 | Lieu          | Épreuve | Vainqueur                      | Deuxième                       | Troisième                      | Leader de la Coupe du monde |
| 3 décembre 2011                                      | Lillehammer   | HS100   | Sarah Hendrickson              | Coline Mattel                  | Melanie Faisst                 | Sarah Hendrickson           |
| 6 janvier 2012                                       | Schonach      | HS108   | Reporté à Hinterzarten le 7/01 | Reporté à Hinterzarten le 7/01 | Reporté à Hinterzarten le 7/01 | Sarah Hendrickson           |
| 7 janvier 2012                                       | Hinterzarten  | HS108   | Sabrina Windmüller             | Lindsey Van                    | Lisa Demetz                    | Sarah Hendrickson           |
| 8 janvier 2012                                       | Hinterzarten  | HS108   | Sarah Hendrickson              | Sara Takanashi                 | Jessica Jerome                 | Sarah Hendrickson           |
| 14 janvier 2012                                      | Val di Fiemme | HS106   | Sarah Hendrickson              | Daniela Iraschko               | Anette Sagen                   | Sarah Hendrickson           |
| 15 janvier 2012                                      | Val di Fiemme | HS106   | Sarah Hendrickson              | Daniela Iraschko               | Ulrike Grässler                | Sarah Hendrickson           |
| 28 janvier 2012                                      | Szczyrk       | HS106   | Annulé                         | Annulé                         | Annulé                         | Sarah Hendrickson           |
| 29 janvier 2012                                      | Szczyrk       | HS106   | Annulé                         | Annulé                         | Annulé                         | Sarah Hendrickson           |
| 4 février 2012                                       | Hinzenbach    | HS94    | Daniela Iraschko               | Sarah Hendrickson              | Katja Požun                    | Sarah Hendrickson           |
| 5 février 2012                                       | Hinzenbach    | HS94    | Daniela Iraschko               | Sarah Hendrickson              | Lindsey Van                    | Sarah Hendrickson           |
| 11 février 2012                                      | Ljubno        | HS95    | Sarah Hendrickson              | Sara Takanashi                 | Daniela Iraschko               | Sarah Hendrickson           |
| 12 février 2012                                      | Ljubno        | HS95    | Sarah Hendrickson              | Sara Takanashi                 | Jacqueline Seifriedsberger     | Sarah Hendrickson           |
| Championnats du monde junior (24 et 25 février 2012) |               |         |                                |                                |                                |                             |
| 3 mars 2012                                          | Zao           | HS100   | Sarah Hendrickson              | Sara Takanashi                 | Daniela Iraschko               | Sarah Hendrickson           |
| 3 mars 2012                                          | Zao           | HS100   | Sara Takanashi                 | Sarah Hendrickson              | Ulrike Grässler                | Sarah Hendrickson           |
| 4 mars 2012                                          | Zao           | HS100   | Sarah Hendrickson              | Sara Takanashi                 | Daniela Iraschko               | Sarah Hendrickson           |
| 9 mars 2012                                          | Oslo          | HS106   | Sarah Hendrickson              | Sara Takanashi                 | Anette Sagen                   | Sarah Hendrickson           |